# Monastère de Lipar
Le monastère de Lipar (en serbe cyrillique : Манастир Липар ; en serbe latin :Manastir Lipar) est un monastère orthodoxe serbe situé à Gornja Sabanta, dans le district de Šumadija et sur le territoire de la Ville de Kragujevac en Serbie.
Le monastère abrite une communauté de religieuses,.

## Présentation
Le monastère se trouve à Donja Sabanta sur la colline de Lipar, à 10 km de Kragujevac ; le village et la colline sont connus grâce au poète et au peintre romantique Đura Jakšić qui a y enseigné en 1865 et 1866 et y a écrit ses poèmes Sur la colline de Lipar et Minuit.
Selon la tradition, à cet emplacement, se trouvait un monastère remontant au XVIe siècle, pillé et démoli par les Ottomans. L'église actuelle a été construite en 1936 et a servi d'église paroissiale jusqu'en 2003 ; en 2013, l'évêque de l'éparchie de Šumadija Jovan en a fait le centre d'un couvent de religieuses.
L'église du monastère est de dimension modeste et, par son style architectural, elle est inspirée de l'école moravienne de la Serbie médiévale, notamment par ses motifs décoratifs. La nef, rectangulaire, est prolongée par une abside demi-circulaire ; de part et d'autre de l'autre de l'autel se trouvent deux autres petites absides qui forment des saillies sur les façades latérales. En 1997, l'église a été restaurée et, à cette occasion, une fontaine commémorative a été érigée près de l'édifice. En 2007, un nouveau konak a été construit, un narthex a été ajouté à l'église et un clocher a été érigé.